# دايفيد روبرتسون
دايفيد روبرتسون (بالإنجليزية: David Robertson)‏ (17 أكتوبر 1968 أبردين المملكة المتحدة - ) هو لاعب كرة قدم بريطاني.

## روابط خارجية
- دايفيد روبرتسون على موقع الاتحاد الإسكتلندي (الإنجليزية)
- دايفيد روبرتسون على موقع قاعدة بيانات كرة القدم.إي يو (الإنجليزية)
- دايفيد روبرتسون على موقع Soccerbase.com (لاعب) (الإنجليزية)
- دايفيد روبرتسون على موقع عالم كرة القدم.نت (الإنجليزية)